# Cyrille Van den Bussche
Cyrille Alphonse Marie Van den Bussche (Ardooie, 5 april 1853 - 6 januari 1930) was een Belgische senator en burgemeester van Ardooie.

## Levensloop
Hij was een zoon van Victor Van den Bussche (1824-1887) en van Maria-Coleta Loncke, en een kleinzoon van Louis Van den Bussche (1798-1853) en Maria-Theresia Vandepitte. Ze waren allebei provincieraadslid en gemeentesecretaris en Victor was ook burgemeester van Ardooie. Cyrille trouwde met Zénobie De Graeve. Zoals zijn vader en zijn grootvader was hij brouwer en eigenaar van de brouwerij en mouterij De Hoop.
Hij werd verkozen tot gemeenteraadslid van Ardooie in 1887 en werd onmiddellijk burgemeester, een ambt dat hij bekleedde tot in 1922.
In 1888 werd hij verkozen tot provincieraadslid voor het kanton Ardooie en bleef dit tot in 1912. Op 2 juni 1912 werd hij verkozen tot katholiek senator voor het arrondissement Roeselare-Tielt en vervulde dit mandaat tot in 1925.
Hij was daarbij ook:
- secretaris van het schoolcomité van Ardooie (1879, tijdens de schoolstrijd),
- medestichter en voorzitter van de Sint-Maartensgilde (1889),
- medestichter van de Boerengilde in Ardooie,
- medestichter en voorzitter van de provinciale Boerenbond in Roeselare (1901),
- bestuurslid van de Belgische Boerenbond (Leuven),
- lid van de Hoge Landbouwraad,
- bestuurslid van het Provinciaal laboratorium (Roeselare),
- voorzitter van de schuttersvereniging Willem Tell in Ardooie,
- voorzitter van de kerkfabriek in Ardooie.

De brouwerij werd in 1930 verdergezet door zijn zoon Joseph Vanden Bussche en in 1971 door zijn kleinzoon Ghislain Vanden Bussche (overleden in 2007), die nog brouwde tot in 1976 en een drankenhandel leidde tot in 2000. Hij was vanaf 1970 eerste schepen van Ardooie, verkozen op een CVP-lijst. 
In 1999 en 2003 werden de gebouwen van de brouwerij, van de mouterij en van de brouwerswoning als monument beschermd en de grote tuin als stadsgezicht.